# نجميات
النجميات (الاسم العلمي: Asterales) هي رتبة من النباتات تتبع فوق رتبة النجمونات من ثنائيات الفلقة. تتبعها فصائل مهمة مثل النجمية و الجنطيانية.

## الفصائل
- المركبة (الاسم العلمي: نجمية)
- الجريسية (الاسم العلمي: جريسية)
- اللسيوسمية (الاسم العلمي: Alseuosmiaceae)
- الأرجوفيلية (الاسم العلمي: أرجوفيلية)
- الغودينية (الاسم العلمي: مخالب الباز)
- الكاليسيرية (الاسم العلمي: Calyceraceae)
- الروصية (الاسم العلمي: Rousseaceae)
- البنتفرغمية (الاسم العلمي: Pentaphragmataceae)
- الستليدية (الاسم العلمي: Stylidiaceae)
- الفيلينية (الاسم العلمي: Phellinaceae)
- الإطريفلية (الاسم العلمي: إطريفلية)